# 虹色にひかる海
虹色にひかる海（にじいろにひかるうみ）は、北原愛子の4枚目のシングル。

## 解説
- 前々作『Sun rise train』以来のアニメタイアップ。その影響か、最高位・売上共に前作より上昇した。
- 作曲はTUBEのギタリストである春畑道哉が手がけた。
- コーラスは宇徳敬子。

## 収録曲
1. 虹色にひかる海
  - 作詞：北原愛子／作曲：春畑道哉／編曲：徳永暁人
2. 夢なら覚めないで
  - 作詞：北原愛子／作曲・編曲：小澤正澄
3. 虹色にひかる海 -instrumental-
4. 夢なら覚めないで -instrumental-

## タイアップ
- TBS系アニメ『探偵学園Q』エンディングテーマ（#1）